# Rikarjaure
Rikarjaure är en sjö i Sorsele kommun i Lappland och ingår i Umeälvens huvudavrinningsområde. Sjön har en area på 0,222 kvadratkilometer och ligger 735,3 meter över havet. Rikarjaure ligger i Vindelfjällen Natura 2000-område.

## Delavrinningsområde
Rikarjaure ingår i det delavrinningsområde (733996-148344) som SMHI kallar för Inloppet i Laivajaure. Medelhöjden är 765 meter över havet och ytan är 20,24 kvadratkilometer. Det finns inga avrinningsområden uppströms utan avrinningsområdet är högsta punkten. Laivajukke som avvattnar avrinningsområdet har biflödesordning 4, vilket innebär att vattnet flödar genom totalt 4 vattendrag innan det når havet efter 431 kilometer. Avrinningsområdet består mestadels av skog (14 procent) och kalfjäll (77 procent). Avrinningsområdet har 0,22 kvadratkilometer vattenytor vilket ger det en sjöprocent på 1,1 procent.